# 밀리언 달러 홈페이지
밀리언 달러 홈페이지(영어: The Million Dollar Homepage)는 영국 윌트셔 출신 학생인 알렉스 튜(Alex Tew)가 자신의 대학교 교육에 들어갈 학비를 벌 목적으로 2005년에 개설한 웹사이트이다. 이 홈페이지는 1000 × 1000 픽셀 그리드로 된 백만 화소로 이루어져 있다. 이 홈페이지에 있는 이미지 기반 링크는 10 × 10 블록씩 한 화소 당 1달러에 팔려나갔다. 화소 블록을 구매한 사람들이 조그마한 그림들을 제공하면 올라간 그림들이 URL에 연결되었고 이렇게 연결된 링크 위에 커서를 가리키면 표어가 나타난다. 이 웹사이트는 그림 안에 있는 모든 화소를 판매하여 창작자에게 백만 달러의 소득을 안겨다주는 것을 목표로 만든 것이다. 월 스트리트 저널은 이 사이트가 화소를 판매하는 다른 웹사이트들에 영향을 주었다고 언급하였다.
2005년 8월 26일에 시작한 이 웹사이트는 일종의 인터넷 현상이 되었다. 알렉사의 웹 트래픽 순위는 127위까지 올라섰다. 2009년 12월 18일 기준으로 35,983 건의 트래픽을 기록하였다. 2006년 1월 1일에 마지막 1,000개의 화소가 이베이 경매에 들어가기도 하였다. 이 경매는 1월 11일에 낙찰되어 38,100 달러에 판매되었고 막판에 총소득 1,037,100 달러를 안겨주었다.
2006년 1월 경매 기간 동안 이 웹사이트는 분산 서비스 거부 공격을 받았으며, 보안 시스템을 업데이트하느라 한 주 동안 방문자들은 웹 사이트에 접속하지 못하기도 했다. 미국 연방수사국과 윌트셔 경찰관은 이 공격과 해킹 시도를 조사하였다.

## 개발
처음부터 저는 이 아이디어가 잠재성이 있을 거란 것을 알았죠. 그렇지만 다른 방식으로 진행할 수 있었던 것들 가운데 하나였습니다. 제 생각엔 잃을 것이 없어 보였습니다. (50 유로 정도면 도메인을 등록하고 호스팅을 설비할 수 있거든요) 이 아이디어가 흥밋거리를 만들어내기에 충분히 기발했다는 것을 알았습니다.  ... 인터넷은 매우 강력한 매개체입니다. 
영국 윌트셔 크리클레이드 지방 출신 알렉스 튜는 밀리언 달러 홈페이지를 그의 나이 21세인 2005년 8월에 생각해냈다. 그는 노팅엄 대학교에서 이제 막 3학년 경영학 과정을 밟을 찰나였으며 그가 영국의 학생 융자를 여러 해에 걸쳐 갚아야 할 것을 걱정하였다. 돈을 번다는 생각으로 튜는 웹사이트에다 백만 화소 가운데 하나를 1 달러에 판매하기로 마음 먹었다. 사람들이 화소를 구매할 때 자기만의 그림, 로고, 광고를 추가하면 자신의 웹사이트에 하이퍼링크를 걸 수 있는 옵션이 제공되었다. 화소는 영국 파운드가 아닌 미국 달러로 판매되었다. 미국의 온라인 인구가 영국보다 더 많은 것을 보고 튜는 화소가 미국 통화로 팔린다면 더 많은 사람들이 이 개념과 연계할 수 있으리라고 생각했다. 2005년에 파운드는 달러에 대한 경화 가치가 있었다. £1의 가치는 약 1.80 달러와 맞먹었으며, 수많은 잠재 소비자들이 한 화소에 청구해야 할 비용이 더 비싸질 가능성이 있었다. 튜가 웹 사이트를 구축한 비용은 도메인 이름과 기본 웹 호스팅 패키지 등록에 청구하여 €50가 들었다. 이 웹사이트는 2005년 8월 26일에 본격적인 가동에 들어갔다.
이 홈페이지는 판매된 화소 수를 보여주는 픽셀 카운터와 사이트 이름을 가리키는 배너를 제공한다. 이 밖에도 내비게이션 바를 제공하는데, 여기에는 사이트의 내부 웹 페이지와 연결된 아홉 개의 조그마한 링크와 1,000,000개 화소를 10,000 100 화소 블록으로 나눈 빈 정사각형 그리드가 들어 있다. 튜는 이 사이트가 적어도 5년은, 정확히 말해 2010년 8월 26일까지는 온라인으로 계속 유지하겠다고 고객들과 약속하였다.

## 화소 판매
각 화소는 너무 작아서 쉽게 보이지 않았다. 이 까닭에 화소들은 10 × 10 화소 단위인 100개의 화소 블록 단위로 판매되었다. 그러므로 최소 판매 가격은 $100이다. 사이트 운영을 시작한지 사흘 만에 튜의 친구가 운영하는 온라인 음악 웹사이트에 연결되면서 판매가 처음으로 시작되었다. 그는 400개의 화소(20 × 20 블록)를 샀다. 2주가 지나 튜의 친구들과 가족들은 모두 4,700개의 화소를 구매하였다. 이 사이트는 초기에 구전 마케팅으로만으로 벌여나갔다. 그러나 이 사이트가 $1,000를 벌어들이자 언론 기사가 BBC를 통해 보도되었다. 기술 뉴스 웹사이트 더 레지스터는 9월에 밀리언 달러 홈페이지에 대한 두 개의 기사를 장식하였다. 이 달이 끝날 무렵 밀리언 달러 홈페이지는 $250,000를 벌어들여 알렉사 인터넷의 무버스 앤드 셰이커스(Movers and Shakers) 목록에 브리트니 스피어스와 포토 디스팅트 뉴스에 이어 3위에 등재되었다. 10월 6일에 튜는 65,000명의 순수 방문자 수를 기록하였다고 보고하였다. 디그(Digg) 수가 1465개를 넘으면서 그 주의 가장 많은 더그(Dugg) 링크 가운데 하나가 되었다 11일이 지나 순수 방문객 수가 100,000명에 이르렀다. 밀리언 달러 홈페이지를 시작한 뒤로 두 달 뒤인 10월 26일에는 500,900 개가 넘는 화소가 1,400명의 고객에게 판매되었다. 새해 전날에 튜는 이 사이트가 매 시간 25,000명의 순수 방문자를 기록하였고 알렉사 순위로 127위를 기록하였으며 1,000,000개 화소 가운데 999,000개를 판매하였다고 보고하였다.
2006년 1월 1일에 튜는 마지막 1,000개의 화소의 경우 수요가 너무 많은데 두 번째 밀리언 달러 홈페이지를 시작하면 "백만 화소 개념에 대한 독점적인 본질과 본래의 모습"을 잃을 수 있으므로 이베이에 이들을 판매하는 것이 가장 공정하고 논리적인 방법이라고 공언하였다. 경매는 10일 지속하여 99명의 적법한 입찰을 받았다. 입찰액이 160,109.99 달러에 이를만큼 값이 치솟았지만 많은 수가 입찰자에 의하여 철회되거나 장난질로 취소되기도 하였다. 튜는 "저는 사람들과 전화로 연락하였는데 그들이 진지하지 못한 것에 대해 매우 짜증이 났습니다. 그래서 저는 막판에 이러한 입찰자들을 철수시켰습니다."라고 말하였다. 마지막 입찰액은 $38,100가 되었으며, 다이어트 제품을 판매하는 온라인 상점인 MillionDollarWeightLoss.com으로 대체되었다. 튜는 미디어로부터 조명을 받았으므로 마지막 입찰액은 더 높을 것으로 예측하였다. 밀리언 달러 홈페이지는 다섯 달만에 1,037,100 달러의 총 소득을 올리었다.
젊은이들을 위한 자선 단체 프린스 트러스트(The Prince's Trust)에다 비용, 세금, 기부금을 전달한 뒤를 기준으로 튜는 순 소득이 650,000 ~ 700,000 달러에 이를 것으로 보았다.
화소를 구매한 곳으로는 보난자 기프트 숍, 판다 소프트웨어, Wal-Mart: The High Cost of Low Price 생산자, 브리티시 스쿨 카팅 챔피언십(British Schools Karting Championship), 북 오브 쿨, 오렌지 U.K., 타임스, Cheapflights.com, 시퍼 퍼블리싱(Schiffer Publishing), 랩소디, 터네이셔스 D, GoldenPalace.com, 888.com, 그 밖의 온라인 카지노, 인디펜던스 레코드(Independiente Records), 야후!, 소규모 사설 비즈니스, 또 get-rich-quick schemes, 온라인 데이트, 개인 융자, 무료 샘플, 웹사이트 디자인, 휴일을 제공하는 회사 등이 있다.

## 미디어의 조명
처음 이 사이트가 집중 조명을 받기 시작한 것은 2005년 9월부터인데, 밀리언 달러 홈페이지는 BBC 온라인, 더 레지스터, 데일리 텔레그래프, PC 프로에 기사를 장식하게 되었다. 튜는 아침 시간대에 방송하는 프로그램 스카이 뉴스 선라이즈와 BBC 브렉퍼스트에 출연하여 이 웹사이트를 논하기도 하였다.
미디어 관심을 끄는 데 중요한 것은 바로 아이디어 그 자체입니다. 충분히 눈에 띌 만큼 독특하고 기발했습니다. 저는 처음 며칠에 걸쳐 기폭제같은 보도 자료를 내보내면서 이 아이디어를 조금씩 밀고 나가야만 했습니다. 전통적인 구전 마케팅과 결합한 이러한 관심은 홈페이지에 대한 소문으로 번져나갔고 더 많은 관심을 창출하게 되었습니다.
2005년 11월에 이 웹사이트는 독일 파이낸셜 타임즈 뉴질랜드의 TVNZ, 라틴 아메리카의 테라 네트웍스, 중국일보 로부터 조명을 받으면서 전 세계적으로 유명해지기 시작했다. 또, 특히 미국에서 애드위크와 플로리다 투데이, 월 스트리트 저널에도 장식되었다. 튜는 미국 평론가를 고용하여 미국 미디어의 집중을 받고, 또 ABC 뉴스 라디오, 폭스 뉴스 채널, Attack of the Show!,의 인터뷰를 위해 미국에 장기 여행을 떠나는 데에 대한 도움을 구하기도 했다.
이 개념은 "단순하고 화려함", "재치있음", "독창적", "약간의 재미를 줄 수도 있는 독특한 [광고] 플랫폼"으로 기술되기도 하였다. 노팅엄 대학교 기업 혁신(Entrepreneurial Innovation) 부서의 마틴 빙크스(Martin Binks) 교수는 "단순함 속에 화려한 면이 있으며...  광고주들은 이러한 기발함에 이끌리고 있습니다 ... 이 사이트는 하나의 현상으로 되어가고 있습니다."라고 말하였다.
파퓰러 메커닉스는 "내용이 없다. 근사한 그림이나 선물, 또 보는 사람이 침을 흘릴만한 야릇한 패리스 힐튼 영상물도 없다. 광고만 보여주는 TV 채널, 광고밖에 없는 잡지를 떠올려 보라. 그것이 바로 밀리언 달러 홈페이지이다. 바이러스 마케팅의 힘을 보여주는 놀라운 본보기이다."라고 이야기하였다. 워싱턴 포스트의 돈 올든버그(Don Oldenburg)는 이 사이트를 칭찬하지 않는 몇 안 되는 이들 가운데 하나였는데 그는 "값싸고 어리둥절하게 만드는 돈이 되는 마케팅 괴물, 또 스팸, 배너 광고, 팝업 광고의 불모지"라고 불렀다. 또 그는 "마치 당신이 쳐다볼 수 없는 열차 잔해를 광고하는 디자이너 스테로이드의 게시판같다. 당신의 삶에 한꺼번에 마주치는 팝업 광고같다. 갑자기 샤워하고 싶은 느낌을 주는 인터넷과 같다." 라고 말하였다.
마지막 화소를 경매에 붙일 때 튜는 리처드 앤드 주디와 인터뷰를 하고 온라인 BBC 뉴스 매거진에 소개되었다 월 스트리트 저널은 밀리언 달러 홈페이지와 인터넷 사회로의 충격에 대한 글을 썼다. "튜씨는 스스로 인터넷 사회에서 유명 인사의 지위로 올라섰다. ... 이 창의적인 주스(the creative juice)는 ... 온라인 기업가의 놀라운 그림에 색을 칠한다".
2008년에 튜는 인터넷 모임 사이트이자 소셜 네트워킹 사업으로 팝잼(Popjam)을 설립하였다.

## DDoS 공격
1,000개 화소 경매가 끝나기 사흘 앞둔 2006년 1월 7일에 튜는 더 다크 그룹(The Dark Group)이라는 단체로부터 전자 메일을 받았다. 여기서 5,000달러 배상금을 1월 10일까지 청구하지 않으면 밀리언 달러 홈페이지가 분산 서비스 거부 공격 (DDoS)을 받을 것이라는 이야기가 적혀 있었다. 위협이 가짜일 것이라고 그는 믿어 이를 보고 넘어갔지만 한 주가 지나 두 번째 전자 메일 협박을 받았다: "안녕 네 웹사이트가 DDoS 공격에 시달리지 않게 하려면 50000 달러를 우리에게 보내라"("Hello u website is under us atack to stop the DDoS send us 50000$."). 또, 그는 이 협박을 무시했는데 웹사이트는 엄청난 트래픽과 전자 메일로 곤혹을 치르다가 컴퓨터 충돌로까지 이어졌다. 튜는 "전 이 사람들 어느 누구에게도 대답하지 않았습니다. 이들을 만족시키고 싶지도 않았고 그 사람들에게 어떠한 돈도 줄 생각이 없었습니다. 제 웹사이트에 일어난 일은 마치 테러 같았습니다. 여러분이 그들에게 돈을 준다면 또 공격이 시작될 것입니다."라고 말하였다.
이 웹사이트는 호스트 서버가 보안 시스템을 업그레이드하는 한 주 동안 방문자들이 접속하지 못하였으며, DDoS 방지 소프트웨어를 통하여 트래픽을 걸러냈다. 윌트셔 경찰관의 하이테크 범죄 부서와 연방수사국은 해킹과 공격 행위 조사를 요청 받았다. 그들은 이 일이 러시아에서 비롯되었다고 여겼다.

## 비슷한 웹사이트
이 밖에도 화소 단위로 광고를 판매하는 다른 웹사이트들은 수없이 많다. 튜는 이 사이트들을 보고 "(이들은) 거의 바로 바로 뜹니다. 지금은 화소를 판매하는 웹 사이트들이 수백 곳 있습니다. 모방을 하는 곳들은 모두 다른 곳과 경쟁을 하고 있습니다."라고 말을 던졌다. 또, "이러한 것들은 광고가 거의 없는 편이어서 제 생각에 그렇게 잘 될 것 같지는 않았습니다. 이러한 아이디어는 딱 한 번 맞아떨어졌고 기발함으로 승부하고 있습니다. 이를 모방하는 모든 사이트들은 순전히 희극적인 가치만을 지니고 있지만 제 사이트의 경우 희극적인 요소는 여분의 가치입니다. 그래서 저는 모방하는 자들에게 행운을 빈다고 합니다."라고 말했다.

## 같이 보기
- 구전 마케팅
- Place (레딧)